# Jens Juel
 Der er flere personer med dette navn, se Jens Juel (flertydig).
Jens Jørgensen Juel (født 12. maj 1745 i Balslev på Fyn, død 27. december 1802 i København) var en dansk maler.

## Levned
Han blev født i morbroderen Johan Jørgensens degnebolig i Balslev på Fyn. Jens Juel var en uægte søn af Vilhelmine Elisabeth Juel (januar 1725 - marts 1799), en husjomfru på Wedellsborg, og "en velfornem herre", sandsynligvis en Wedell eller kammerherre Jens Juel (1707-1775). 
Da Jens var et år gammel, ægtede hans mor student Jørgen Jørgensen (1724 - 4. juni 1796), degn og skoleholder i Gamborg (Gamborg Sogn) ikke langt fra Balslev (Balslev Sogn), og han voksede op i Gamborg.
Han viste tidligt sin lyst og interesse for malerkunsten, og forældrene satte ham efter hans konfirmation i lære hos maleren Johann Michael Gehrman i Hamborg, hvor Juel i fem-seks år sled sig frem som malersvend og snart forbedrede sig så meget, at han var godt på vej til at skabe sig et navn som kunstmaler (portrætter, små genrebilleder, natstykker, landskaber osv.). Lidt mere end 20 år gammel kom han til København; her gik han på Det Kongelige Danske Kunstakademi.
- 1767 Akademiets lille guldmedalje
- 1771 Akademiets store guldmedalje

I 1772 forlod han København for otte år. Først tog han til Rom, hvor han opholdt sig i fire år i fortroligt samliv med andre danske kunstnere, som dels allerede var i den evige stad, dels efterhånden kom dertil, som Abildgaard, Hartman Beeken, Johan Christian Almer, Nicolai Dajon, Niels Rode, Simon Malcho. Derefter drog Juel til Paris, som dengang var og i lang tid havde været portrætmalernes fornemste rejsemål. I 1777 forlod Juel Paris og drog til Genève, hvor han blev i to år hos sin ven naturforskeren Charles Bonnet (1720-1793), der på sit landsted samlede et helt lille hof af danske kunstnere om sig – foruden Juel bl.a. kobberstikkeren Clemens, emaljemaleren Hans Heinrich Plötz, maleren Simon Malcho. I Genève fik Juel hurtigt ry som fremragende kunstner og malede mange portrætter, deriblandt af den hollandsk-schweiziske forfatter Isabelle de Charrière (Belle van Zuylen). Via Bonnet, som var blevet æresmedlem af akademiet i København, blev dette ry udbredt til Danmark. Efter otte år vendte Juel tilbage til Danmark i 1780 efter et kort ophold i Hamborg, hvor han bl.a. mødte Klopstock; det var i hans hus han malede det kendte billede af "Messiadens Digter". Jens Juel slog sig ned i København i 1780, hvor han skabte sig en enestående position som portrætmaler for kongehuset, adelen og det velstående borgerskab.
- 4. april 1782 Enstemmigt valgt til medlem af Akademiet af Johan Edvard Mandelberg, Andreas Weidenhaupt og Nicolai Abildgaard.
- Ansat på Akademiets Modelskole i april 1784 og fik sin professorplads to år senere.
- 1795 Akademiets direktør indtil marts 1797
- 1799 Akademiets direktør for anden gang, indtil sin død 1802

Han blev gift 9. februar 1790 med Rosine Dørschel. Datter af den afdøde slotsgartner ved Rosenborg, Christoffer Dørschel (1719-1782), og Catharine f. Køhne. De fik en del børn både sønner og døtre, af hvilke de fleste døde i en ung alder. To af døtrene blev efter hinanden gift med maleren C.W. Eckersberg.
Juel døde 57 år gammel i julen 1802 seks dage efter, at hans gamle og trofaste ven Johannes Wiedewelt havde druknet sig i Sortedamssøen. Juel efterlod sig sin hustru med deres syvende barn. Hun døde først 1831.
Jens Juel blev begravet på Assistens Kirkegård.
Jens Juels selvportræt var trykt på 100 kronersedlerne i 1972 serien, der udgik omkring 1999.

## Udvalgte værker
- Caroline Mathilde (1769) portræt af dronning Caroline Mathilde.
- P.F. Suhm (1781) portræt af historikeren P. F. Suhm
- Arveprins Frederik (1782) portræt af arveprins Frederik
- Kunstneren og hans hustru Rosine (1791) selvportræt
- To unge ostindiske piger (1792-1794) Generalkonsul Johan Christian Pingels døtre i en have
- det Raben-Levetzauske Familiestykke (1796) portræt af Grev Sigfred Victor Raben-Levetzau og hustru
- Joachim Godske Moltke (1796) portræt af J.G. Moltke
- Niels Ryberg med sin søn Johan Christian og svigerdatter Engelke, f. Falbe (1796-1797)
- Ane Margrethe Abildgaard (?) portræt af A.M. Abildgaard født Bastholm. Maleren N.A. Abildgaards moder
- Portræt af Messiadens digter Friedrich Gottlieb Klopstock (gengivet i artiklen om Klopstock)

## Rejser
- 1764 Hamborg
- 1765 Fyn
- 1772 Italien
- 1772-1773 Hamborg
- 1774 Dresden
- 1774-1776 Rom
- 1776 Napoli
- 1776 Paris
- 1777 Schweiz
- 1779 Kassel
- 1779 Hamborg

## Billeder
| - Værker af Jens Juel - Dreng læsende ved kunstig belysning, 1763/64 - En pige fra Holsten, 1766/1767 - Cathrine Sophie Kirchhoff, f. Christensen, 1768 - Johanne Georgia Lund, født Liebenberg, 1771 - Johann Friedrich Struensee, 1771 - Caroline Mathilde, 1771 - Ekaterina Petrovna Shuvalova (en), 1773/1774 - Isabelle de Charrière, 1777 - Friedrich Gottlieb Klopstock, ca. 1779 - Augusta Louise Bernsdorff (født Stolberg-Stolberg) (en) (1753-1835), 1780 - Frederik 6., 1784 - Louise Augusta af Danmark, ca. 1785 - Christian 7., 1789 - Marie af Hesse-Kassel, 1790'erne - Arveprins Frederik med hustru Sophie og børnene Christian, Juliane og Charlotte, 1790 - Johan Tobias Sergel, 1794 - Niels Ryberg med sin søn Johan Christian og svigerdatter Engelke, f. Falbe, 1796/97 - Christian Colbiørnsen (1749-1814). Uklar datering, senest 1802 |

## Bøger om Jens Juel
Kunsthistorikeren Ellen Poulsen har værkbestemt og katalogiseret næsten alle kendte Jens Juel malerier, raderinger og tegninger:
- Ellen Poulsen: Jens Juel I-II, Christian Ejlers' Forlag, København 1991.
- Ellen Poulsen: Tegninger af Jens Juel, Statens Museum for Kunst, 1975.
- Anna Schram Vejlby og Thyge Christian Fønss-Lundberg: Jens Juel - En europæisk mester, Grønningen 1, 2021.